# Mirko Benin
Mirko Benin (Tradate, 6 giugno 1978) è un ex calciatore italiano, di ruolo centrocampista.

## Carriera
Ha esordito in Serie A il 1º giugno 1997 con la maglia della Fiorentina giocando dal 1' al 73' della trasferta contro la Sampdoria, raccogliendo coi viola altre sette presenze ed una rete nel 2001-2002, dopo esperienze in prestito alla Pistoiese e alla Ternana.
Nel 2002 passa al Como, dove disputa 11 gare e segna un gol in Como-Torino (1-0) in quella che è la sua ultima partita e stagione in Serie A, oltre che ad essere l'ultimo gol segnato in massima serie dai lombardi prima di Cagliari-Como 1-1 del 26 agosto 2024.
La stagione successiva è in Serie B sempre col Como, mentre nel 2004 passa alla Cremonese con la quale vince il campionato di Serie C1 nel 2004-2005, conquistando così sul campo, la possibilità di calcare nuovamente i campi del campionato cadetto.
Dopo quest'ulteriore stagione, disputa l'ultimo campionato professionistico con la Pro Vercelli per passare poi alla Solbiatese in Serie D dove però l'esperienza dura pochi mesi.
Ha quindi una breve esperienza all'estero, precisamente con la maglia dell'Inđija nel campionato serbo di secondo livello, al termine della quale si ritira.
Dal settembre 2008/2009 milita nella Vergiatese, con la quale ottiene la promozione nello stesso anno dalla 1ª Categoria alla Promozione.Vince anche l'anno successivo il campionato di Promozione. Chiude la carriera con il campionato di eccellenza con la Vergiatese

## Palmarès

### Club

#### Competizioni nazionali
- Coppa Italia: 1

Fiorentina: 1995-1996
- Supercoppa italiana: 1

Fiorentina: 1996
- Serie C1: 1

Cremonese: 2004-2005
- Coppa Italia Serie C: 1

Varese: 1994-1995

#### Competizioni regionali
- Prima Categoria: 1

Vergiatese: 2008-2009